# Conflitos Luso-Somalianos
Os conflitos luso-somalianos foram os confrontos armados entre forças portuguesas e as forças somalianas do Sultanato de Adal e das cidades de Brava e Mogadíscio, no século XVI.
Portugal interveio de forma notável na guerra entre o Império Etíope, cristão, e o Sultanato de Adal, ao lado dos etíopes e, embora Cristóvão da Gama, o comandante do corpo expedicionário português, tenha sido capturado e executado por se ter recusado a converter-se ao Islão, os soldados portugueses continuaram a campanha e a Etiópia acabou por ser defendida com sucesso.

## Contexto
O primeiro português a entrar em contacto com o Corno de África foi o espião de D. João II, Pêro da Covilhã. Pero da Covilhã desembarcou em Zeila em 1487 e dirigiu-se para a Etiópia, tendo ali sido obrigado a casar e a estabelecer-se no país pelo Imperador Etíope. It's not clear, however, whether he ever managed to transmit any knowledge back to Portugal.
No entanto, o contacto directo e oficial entre Portugal e o Corno de África só foi estabelecido por Vasco da Gama durante a sua expedição para chegar à Índia a partir da Europa directamente por mar.
Nessa altura, o sultanato muçulmano de Adal e as cidades de Brava e Mogadíscio ("Mogadoxo") faziam parte dos estados da África Oriental envolvidos na rede comercial do Oceano Índico e o seu alinhamento político, comercial e religioso com o Egipto mameluco e, depois, com o Império Otomano tornava-os hostis á presença lusa na região.
Depois do Sultanato de Adal ter invadido o Império Etíope com o apoio otomano, Portugal interveio em nome do Imperador Gelawdewos contra Adal, enviando para a região um corpo expedicionário liderado por D. Cristóvão da Gama, irmão do governador da Índia, D. Estêvão da Gama.

## Primeiros confrontos

### Incidente em Mogadíscio, 1499
Ao passar por Mogadíscio, quando regressava a Portugal vindo da costa do Malabar, Vasco da Gama bombardeou os navios ancorados no porto, danificando alguns.

### Batalha de Brava, 1507
A pedido do rei de Melinde, aliado dos portugueses, Tristão da Cunha e Afonso de Albuquerque atacaram a cidade rival de Brava em 1505, com 16 navios e 1500 homens. Brava dispunha de 4000 guerreiros e foram oferecidas às suas autoridades a hipótese de se renderem sem derramamento de sangue, mas não aceitaram a oferta. Por conseguinte, a cidade foi atacada e saqueada, vindo Brava a ser reconstruída mais tarde.

### Ataque a Zeila, 1513
Pouco antes do cerco de Adém, em 1513, o governador português da Índia, Afonso de Albuquerque, destacou uma esquadra de duas naus para explorar Zeila. Os seus capitães Rui Galvão e João Gomes não conseguiram desembarcar devido à resistência em terra dos habitantes, pelo que limitaram-se a queimar vinte navios de grande porte que se encontravam no porto.

### Batalha de Zeila, 1517

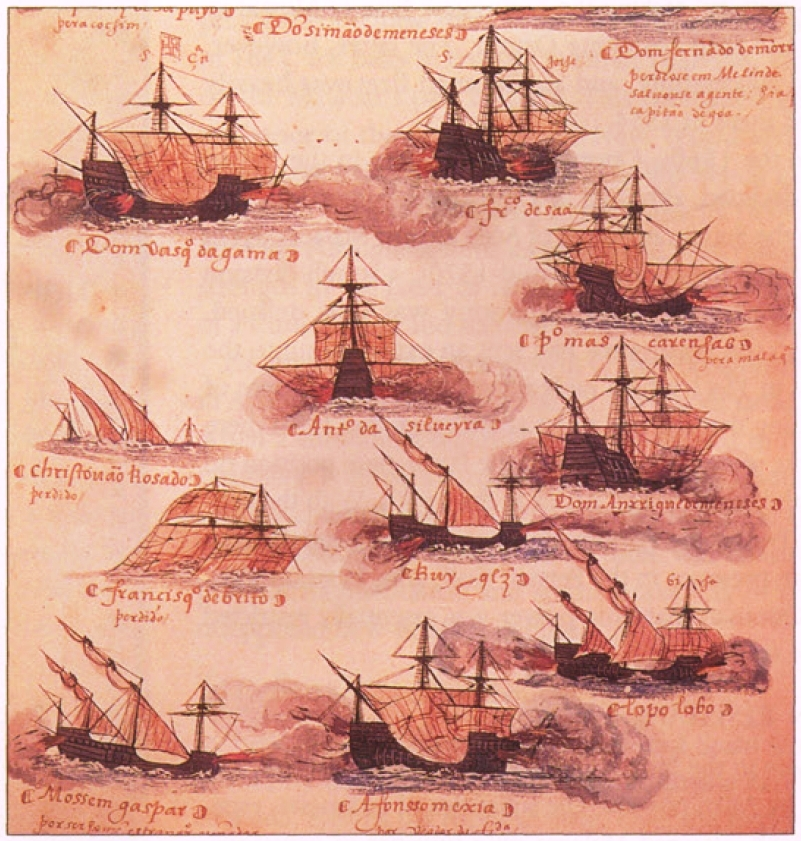
Naus e caravelas portuguesas numa aguarela quinhentista.

Depois do governador Lopo Soares de Albergaria ter levado a cabo uma campanha no Mar Vermelho em 1517, arrasou a cidade de Zeila, cuja guarnição se encontrava ausente na altura e cujo comandante tinha sido recentemente morto em combate durante uma campanha noutro local, na Etiópia.

### Ataque a Berbera, 1518
Em 1518, uma frota de seis navios de guerra capitaneados por António de Saldanha atacou Berbera. Os seus habitantes encontravam-se em alerta e, ao receberem a notícia da presença de uma frota portuguesa na região, evacuaram a cidade com todos os seus pertences. A cidade foi então arrasada pelos portugueses.

### Batalha de Maçuá, 1541
Em 1541, as tropas do Sultanato de Adal atacaram e massacraram um grupo de 100 portugueses comandados por António Correia, que se tinham amotinado e desembarcado em Massuá, só escapando dois.

### Batalha de Mogadíscio, 1542

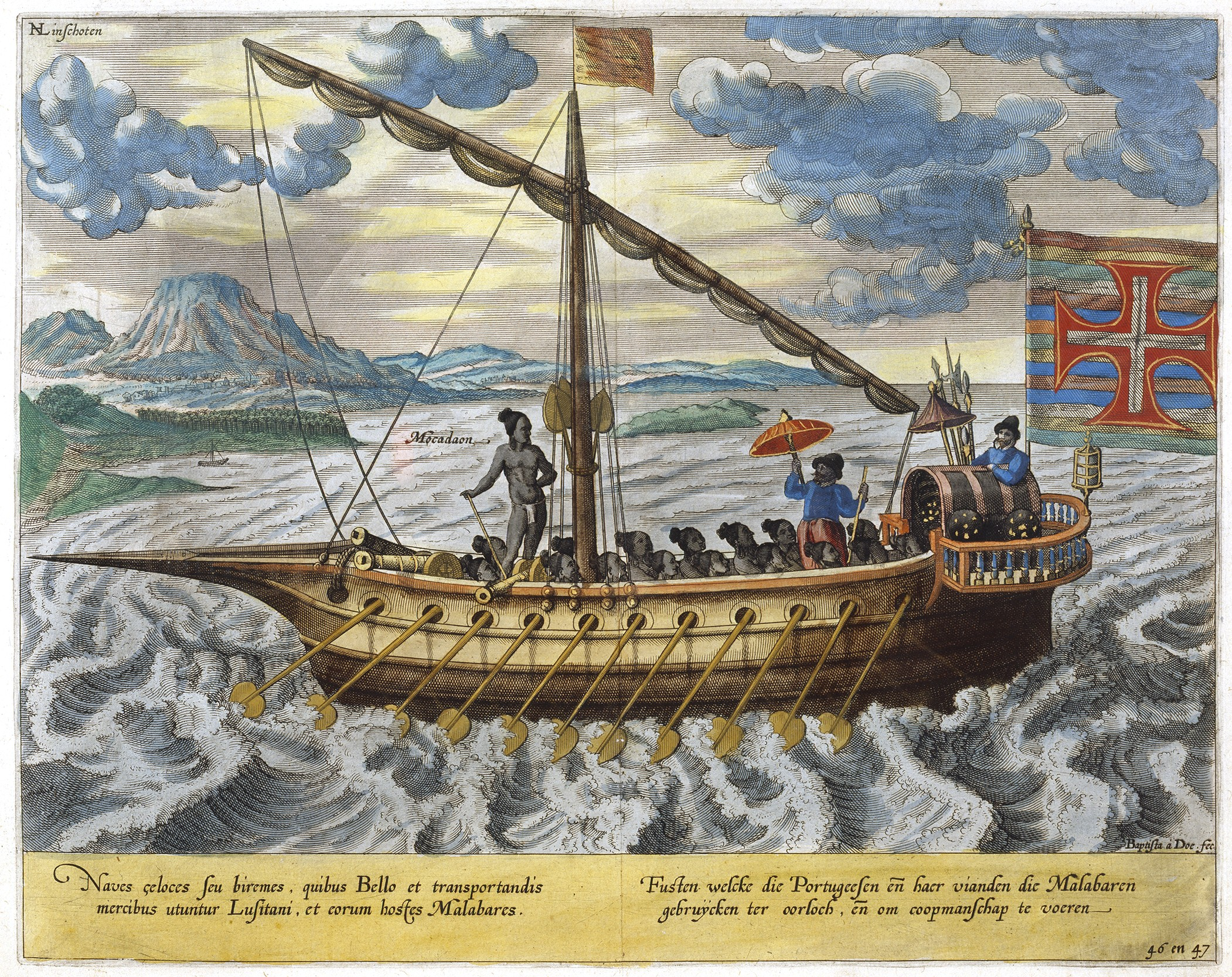
Fusta portuguesa.

Depois dos portugueses terem efectuado uma expedição naval em grande escala ao Suez, em 1541, o Império Otomano alocou mais recursos à protecção do Mar Vermelho contra futuras incursões portuguesas. Para tal, cerca de 25 galés foram armadas e estacionadas em Adem.
Tendo recebido informações da parte de cidades-estado suaílis aliadas de que Mogadíscio tinha apelado por apoio militar otomano em preparação de uma revolta contra Portugal, o capitão da fortaleza de Sofala, João de Sepúlveda, partiu de Melinde com 100 soldados, seis navios a remos e um contingente de guerreiros e navios aliados e, ao chegar a Mogadíscio, “destruiu a cidade e causou-lhe grandes danos e prejuízos”. Brava foi também saqueada como represália por terem os seus habitantes entregue alguns prisioneiros portugueses aos turcos. Depois de assinar novos tratados de paz com os governantes das duas cidades, o capitão Sepúlveda regressou a Melinde.

## Guerra entre a Etiópia e o Sultanato de Adal

### Batalha de Jarte, 1542
O Império Etíope apelara aos portugueses por ajuda militar contra o sultanato de Adal e o governador português da Índia, D. Estevão da Gama, enviou o seu irmão, D. Cristóvão da Gama, para a Etiópia, à testa de um corpo expedicionário de 400 soldados, para ajudar o Imperador Gelawdewos.

Bandeira portuguesa naval e de guerra, com a Cruz da Ordem de Cristo.

O general adalita Amade ibne Ibraim Algazi (o "Granhe") confrontou os portugueses na Batalha de Jarte, quando atacou o acampamento fortificado dos portugueses. Os portugueses, no entanto, tomaram a iniciativa e atacaram vigorosamente o exército de adal primeiro, derrotando os mercenários turcos ao serviço de Amade ibne Ibraim Algazi, que foi ferido, provocando a fuga do exército adalita. Os portugueses sofreram 11 mortos e 50 feridos, contra mais de 370 do inimigo.

### Batalha de Bacente, Fevereiro 1542
O sultanato de Adal ocupara a fortaleza etíope de Bacente ou Amba Senayt, no cimo de uma montanha, depois de ter invadido a Etiópia. 1500 arqueiros e escudeiros guarneciam a fortaleza. Em Fevereiro de 1542, os portugueses, comandados por D. Cristóvão da Gama tomaram de assalto a fortaleza, sofrendo 8 mortos, mas capturando o local, ao passo que toda a guarnição adalita foi massacrada pelos portugueses ou pelos etíopes indígenas. A força expedicionária passou ali o resto do mês de Fevereiro, recuperando da batalha.

### Batalha da Colina dos Judeus

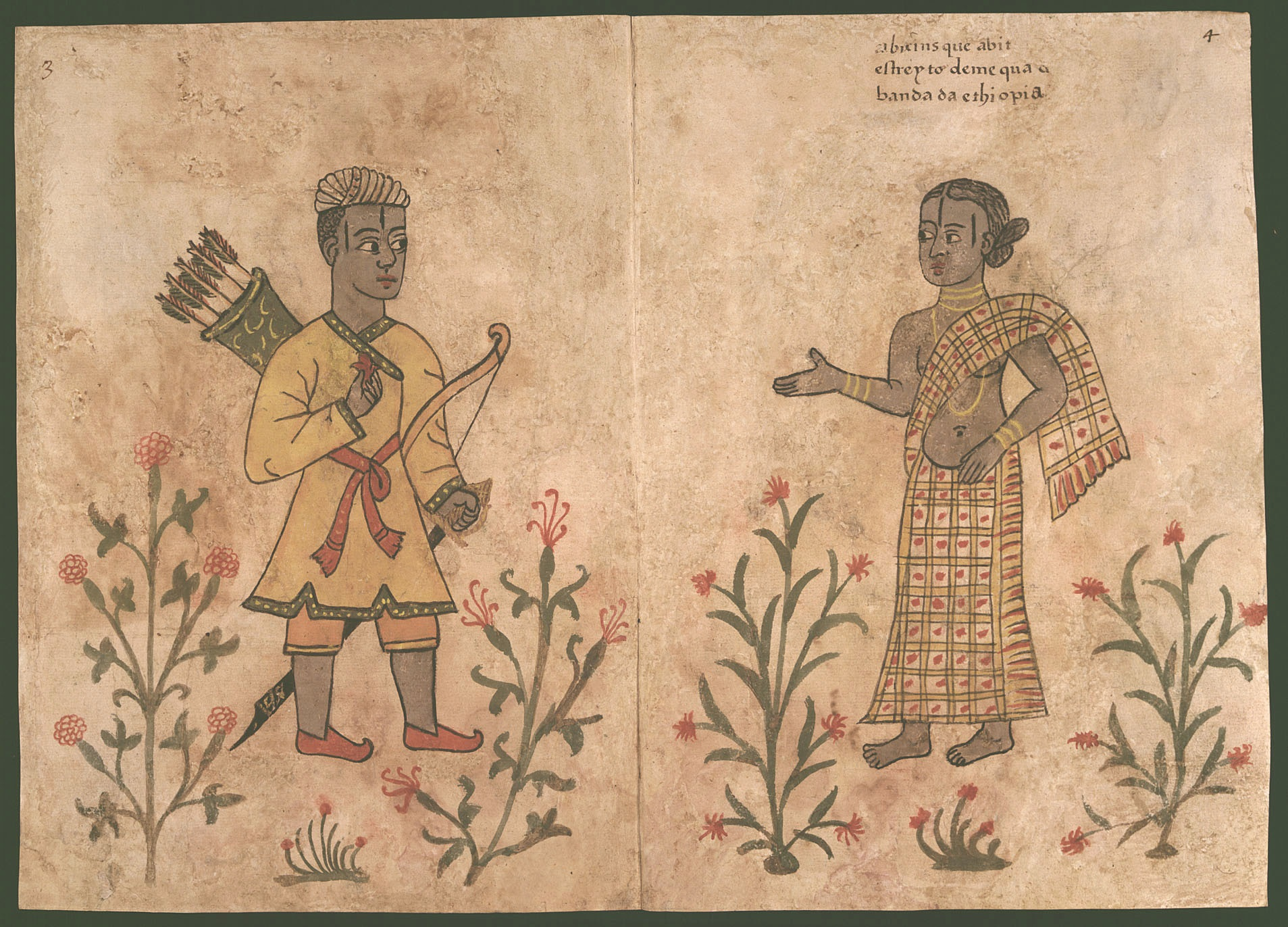
Etíopes no Códice Casanatense.

Na Batalha da Colina dos Judeus, um destacamento português comandado pessoalmente por D. Cristóvão da Gama capturou uma colina controlada por um destacamento de guerreiros adalitas, pois ali pastavam cavalos. D. Cristóvão deixou então alguns homens para guardar os animais e regressou ao acampamento, antes de combater na Batalha de Wofla

### Batalha de Wofla, Agosto 1542
Após a derrota em Jarte, o Granhe pediu ajuda ao governador otomano do Iémen, que lhe forneceu um destacamento de tropas turcas, árabes e albanesas.
A 28 de Agosto de 1542, um grande exército Adal, que incluía um contingente de 2000 arcabuzeiros árabes e 900 turcos, atacou em Wofla os portugueses, forçando-os a fugir do seu acampamento fortificado erguido numa colina e matando 200 em batalha. D. Cristóvão foi capturado caída a noite, juntamente com 14 camaradas, por seguidores do Imame Ahmad, que mais tarde executou-o com as suas próprias mãos.

### Batalha de Wayna Daga, 1543

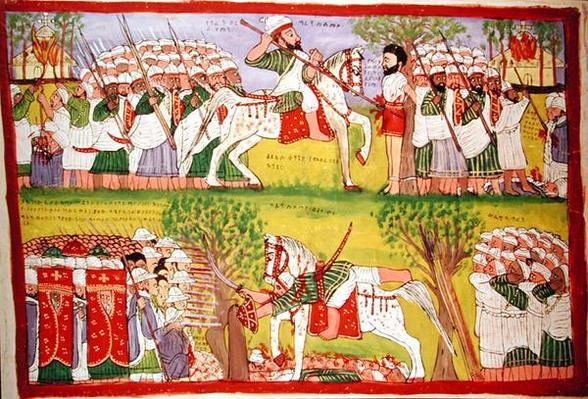
Pintura etíope oitocentista da Batalha de Wayna Daga.

Os sobreviventes portugueses da Batalha de Wofla lograram fugir e alcançar o exército do Imperador Gelawdewos, que lhes pediu que vingassem a morte de D. Cristóvão. Os portugueses não aceitariam outro comandante em substituição de D. Cristóvão senão o Imperador em pessoa. Um grande número de guerreiros juntou-se à bandeira do Imperador e marcharam contra o Imame Ahmad, que tinha acampado perto do Lago Tana. A 13 de Fevereiro de 1543, derrotaram em Wogera um destacamento Adal liderado pelo lugar-tenente do imame, Saíde Maomé, que foi morto na acção. Os cativos revelaram então a localização do acampamento do Granhe.
Na Batalha de Wayna Daga, a 21 de Fevereiro de 1543, os etíopes enfrentaram os adalitas. Os portugueses, que iam na vanguarda do exército cristão, atacaram o exército muçulmano, seguidos pelos etíopes. O imame, ao ver os seus homens perderem terreno, avançou para os encorajar, mas ao aproximar-se dos portugueses foi baleado mortalmente. Reza a tradição que o imame Ahmad foi atingido no peito por um soldado português chamado João de Castilho, que avançara sozinho contra as linhas muçulmanas e morreu na acção. O imame, ferido, foi depois decapitado por um comandante de cavalaria etíope, Azmach Calite.
Não muito tempo depois, alguns dos muçulmanos tentaram fugir da batalha, ao passo que outros tentaram impedi-los, o que resultou no impedimento de uns e outros. Ao verem a desordem e a confusão, os portugueses atacaram, matando muitos, ao mesmo tempo que o Gelawdewos atacava a retaguarda muçulmana, o que levou a uma derrota devastadora. Os muçulmanos em fuga foram perseguidos pelos etíopes e pelos portugueses, que os abateram enquanto corriam para o seu acampamento. Os portugueses sofreram 4 mortos nesta batalha, enquanto metade do exército muçulmano se terá rendido ou sido morto.

## Conflitos tardios

### Ataque a Berbera, 1550
Em Fevereiro de 1550, o governador da Índia Jorge Cabral, enviou Gonçalo Vaz de Távora ao Mar Vermelho com quatro navios a remos para recolher informações sobre os otomanos e os portugueses que se encontravam na Etiópia. O Távora chegou a Massuá e, de regresso, atacou Berbera, cujos habitantes evacuaram apressadamente a cidade assim que avistaram os navios portugueses. As casas foram então saqueadas e incendiadas. Por alguns prisioneiros capturados em Berbera, os portugueses souberam que os otomanos estavam a preparar uma campanha mas desconhecia-se o objectivo da mesma. Alguns navios mercantes foram capturados ao longo da costa. O Távora chegou a Goa a 17 de Maio de 1550 sem mais notícia.

### Revolta na África Oriental, 1585-1589
Em 1585, o corsário turco Mir Ali Beg navegou até ao Sudeste de África e convenceu as cidades da costa suaíli a declararem fidelidade ao Império Otomano e revoltarem-se contra a suserania portuguesa na região. Mogadíscio e Brava juntaram-se à revolta e forneceram homens e navios a Mir Ali Beg. Mais tarde, Mir Ali Beg ergueu uma fortaleza em Mombaça e cobrou tributos às cidades vizinhas mas duas campanhas punitivas portuguesas, enviadas pelo governador Tomé de Sousa em 1588 e 1589, restabeleceram a autoridade portuguesa ao longo da costa durante o século seguinte.

## Rescaldo

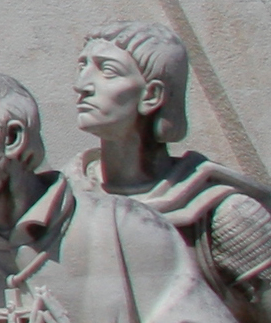
Efígie de D. Cristóvão da Gama, no Padrão dos Descobrimentos, em Lisboa.

Os Omanitas desafiaram a supremacia portuguesa na costa oriental de África no século XVII e, passadas algumas décadas de conflito, capturaram em 1698 o Forte Jesus de Mombaça, marcando o fim da influência política e comercial portuguesa a norte desta região.
O cerco teve grande impacto na dinâmica do poder na costa suaíli. Pouco depois, os omanitas apoderaram-se de Quíloa, Pemba e de Zanzibar. A esfera portuguesa ficou reduzida a Moçambique, a partir de onde foram feitas várias tentativas para restaurar a hegemonia na África Oriental, mas sem sucesso.
Mais recentemente, a marinha portuguesa retomou as operações na zona do Corno de África, contra grupos não oficiais de piratas da Somália, no âmbito da Operação Allied Protector da NATO, da Operação Ocean Shield e da Operação Atalanta, organizada pela União Europeia.